# ジャッド＝オーフェルト理論
ジャッド＝オーフェルト理論（英: Judd-Ofelt theory）とは、本来は禁制遷移である4f軌道間の電気双極子遷移が、配位子場の対称性が崩れることで一部だけ許容化されることを定量的に説明した理論である。

## 自然放出
電気双極子遷移による自然放出確率A は次式で表される。
{\displaystyle A={\frac {64\pi ^{4}e^{2}}{3h(2J+1)}}{\frac {1}{\lambda ^{3}}}{\frac {n(n^{2}+2)^{2}}{9}}S(aJ:bJ')}
ここでn は屈折率、e は電気素量、λは発光ピーク波長、{\displaystyle S(aJ:bJ')} は状態a,b間の電気双極子遷移の線強度である。
ジャッド＝オーフェルト理論では、摂動論による近似やウィグナー＝エッカルトの定理を用いた式の整理により、{\displaystyle S(aJ:bJ')}は次のように表される。
{\displaystyle S(aJ:bJ')=\sum _{t=2,4,6}\Omega _{t}|\langle aJ||U^{(t)}||bJ'\rangle |^{2}}
ここで{\displaystyle \langle aJ||U^{(t)}||bJ'\rangle }は遷移行列要素で、希土類イオンの各準位間の遷移に対して値が計算されており、希土類イオンの置かれている環境によらない。
一方Ωt は配位子場や希土類イオンの種類によって変化する。